# Водокачка (Смоленская область)
Водокачка — деревня в Угранском районе Смоленской области России. Входит в состав Угранского городского поселения.
Население — 0 жителей (2007 год).
Расположена в юго-восточной части области в 0,2 км к севернее от Угры, в 0,1 км восточнее автодороги Знаменка — Спас-Деменск, на берегу реки Угра. В 1 км южнее от деревни находится железнодорожная станция Угра на линии Торжок — Брянск.

## История
В годы Великой Отечественной войны деревня была оккупирована гитлеровскими войсками в октябре 1941 года, освобождена в марте 1943 года.